# Фрей, Хьюго
Хьюго Фрей (англ. Hugo Frey, 26 августа 1873 – 13 февраля 1952) — американский пианист, скрипач, композитор, автор песен, дирижёр и аранжировщик. Был известен как плодотворный автор партитур для пианистов развлекательного жанра, также создававший упрощённые аранжировки сложных музыкальных произведений.
В 1920-е гг. он был пианистом группы «The Troubadours», аранжировщиком для «Manhattan Merrymakers», и плодовитым автором «пиано-роликов» (Лента для механического пианино) — музыки для механических пианино.
В 1921 г. швейцарский пианист — исполнитель классической музыки Рудольф Ганц назвал Фрея «лучшим из композиторов так называемой плохой музыки, а значит, лучше, чем плохие композиторы так называемой хорошей музыки».